# جان بویی
جان بویی (انگلیسی: John Boie؛ زادهٔ ۱۱ فوریهٔ ۱۹۹۱) ورزشکار بسکتبال با ویلچر و از برندگان مدال طلا پارالمپیک اهل ایالات متحده آمریکا است.

## جوایز
وی در مسابقات کشوری و بین‌المللی در مجموع برندهٔ ۴ مدال طلا، ۱ مدال نقره شده است.